# Tim Cornelisse
Tim Cornelisse (Alkmaar, 3 april 1978) is een Nederlands voormalig profvoetballer. De verdediger is de jongere broer van profvoetballer Yuri Cornelisse. Hij is vader van onder meer Enzo Cornelisse, die in 2020 zijn debuut maakte bij Vitesse.

## Spelerscarrière
Als speler begon Cornelisse bij de amateurs van AFC '34. Later maakte hij de overstap naar de jeugdopleiding van AZ. Hierna speelde hij op profniveau bij TOP Oss alvorens de overstap te maken naar RSC Anderlecht. De Belgische club verhuurde hem daarop zelf direct aan RKC Waalwijk. Het seizoen daarop werd Cornelisse definitief overgenomen van Anderlecht. Hij werd een vaste waarde en speelde 55 wedstrijden, waarin hij twee keer scoorde. Na twee seizoenen bij RKC, volgden vier seizoenen Vitesse. In het seizoen 2002/2003 stunt Cornelisse met Vitesse in de UEFA Cup. De Europese campagne van Vitesse overtrof alle verwachtingen. In de eerste ronde speelde Vitesse toen tegen Rapid Boekarest. Na de 1-1 in Arnhem volgde een knappe 1-0 uitoverwinning, waardoor Vitesse zich plaatste voor de volgende ronde. Daarin zou de Arnhemse ploeg zich ontdoen van Werder Bremen, waarna Liverpool FC een einde maakte aan het Europese avontuur van Vitesse in dat seizoen. Na zijn periode in Arnhem streek hij neer bij FC Utrecht. Bij de Utrechtse club won hij de Johan Cruijff Schaal. In december 2005 liep Cornelisse een zware knieblessure, die hem maandenlang aan de kant hield. In 2010 kreeg Cornelisse te horen dat hij op zoek moest naar een nieuwe club. Op 22 maart 2011 werd bekend dat Cornelisse met ingang van het seizoen 2011/2012 voor twee jaar onder contract staat bij FC Twente. Hoewel er in het begin van het seizoen vanwege de langere vakantie van Roberto Rosales veelvuldig gebruikgemaakt werd van Cornelisse, werd hij gaandeweg het seizoen vooral als stand-in voor de Venezolaan gebruikt. In het tweede seizoen vertrekt Tim Cornelisse per 25 januari 2013 op huurbasis naar Willem II.
Cornelisse mocht tijdens de voorbereiding van het seizoen 2013/'14  meetrainen bij het eerste elftal van Vitesse. De rechtsback zat zonder contract en komt daarom zijn conditie op peil houden bij de Arnhemse club. In augustus tekende hij bij Willem II. In 2015 zette hij een punt achter zijn profcarrière.
Met het Nederlands voetbalelftal onder 21 nam Cornelisse deel aan het Europees kampioenschap voetbal onder 21 - 2000.

## Trainerscarrière
Na zijn spelersloopbaan ging Cornelisse als jeugdtrainer aan de slag bij Vitesse. Daarnaast maakte hij zijn rentree als voetballer voor MASV, de club waar hij tevens fungeerde als ad-interim hoofdtrainer. In 2019 was Cornelisse kortstondig assistent-trainer van de A-selectie. Vanaf het seizoen 2020/21 coacht Cornelisse samen met Nicky Hofs Vitesse O21.

## Erelijst
FC Utrecht
- Johan Cruijff Schaal: 2004

 FC Twente
- Johan Cruijff Schaal: 2011

 Willem II
- Eerste Divisie: 2013/14

## Clubstatistieken
| seizoen | club         | land      | competitie     | duels | goals |
| ------- | ------------ | --------- | -------------- | ----- | ----- |
| 1997/98 | TOP Oss      | Nederland | Eerste divisie | 32    | 0     |
| 1998/99 | Anderlecht   | België    | Eerste klasse  | 0     | 0     |
| 1998/99 | RKC Waalwijk | Nederland | Eredivisie     | 23    | 1     |
| 1999/00 | RKC Waalwijk | Nederland | Eredivisie     | 32    | 1     |
| 2000/01 | Vitesse      | Nederland | Eredivisie     | 28    | 0     |
| 2001/02 | Vitesse      | Nederland | Eredivisie     | 27    | 1     |
| 2002/03 | Vitesse      | Nederland | Eredivisie     | 33    | 0     |
| 2003/04 | Vitesse      | Nederland | Eredivisie     | 32    | 1     |
| 2004/05 | FC Utrecht   | Nederland | Eredivisie     | 28    | 2     |
| 2005/06 | FC Utrecht   | Nederland | Eredivisie     | 13    | 0     |
| 2006/07 | FC Utrecht   | Nederland | Eredivisie     | 29    | 3     |
| 2007/08 | FC Utrecht   | Nederland | Eredivisie     | 29    | 2     |
| 2008/09 | FC Utrecht   | Nederland | Eredivisie     | 31    | 1     |
| 2009/10 | FC Utrecht   | Nederland | Eredivisie     | 17    | 1     |
| 2010/11 | FC Utrecht   | Nederland | Eredivisie     | 32    | 2     |
| 2011/12 | FC Twente    | Nederland | Eredivisie     | 16    | 0     |
| 2012/13 | FC Twente    | Nederland | Eredivisie     | 0     | 0     |
| 2012/13 | → Willem II  | Nederland | Eredivisie     | 14    | 0     |
| 2013/14 | Willem II    | Nederland | Eerste divisie | 23    | 0     |
| 2014/15 | Willem II    | Nederland | Eredivisie     | 4     | 0     |
| Totaal  | Totaal       | Totaal    | Totaal         | 443   | 15    |

Bijgewerkt op 11 november 2014.